# Province de Singburi
Singburi (en thaï : สิงห์บุรี) est une province (changwat) de Thaïlande.
Elle est située dans le centre du pays. Sa capitale est la ville de Singburi.

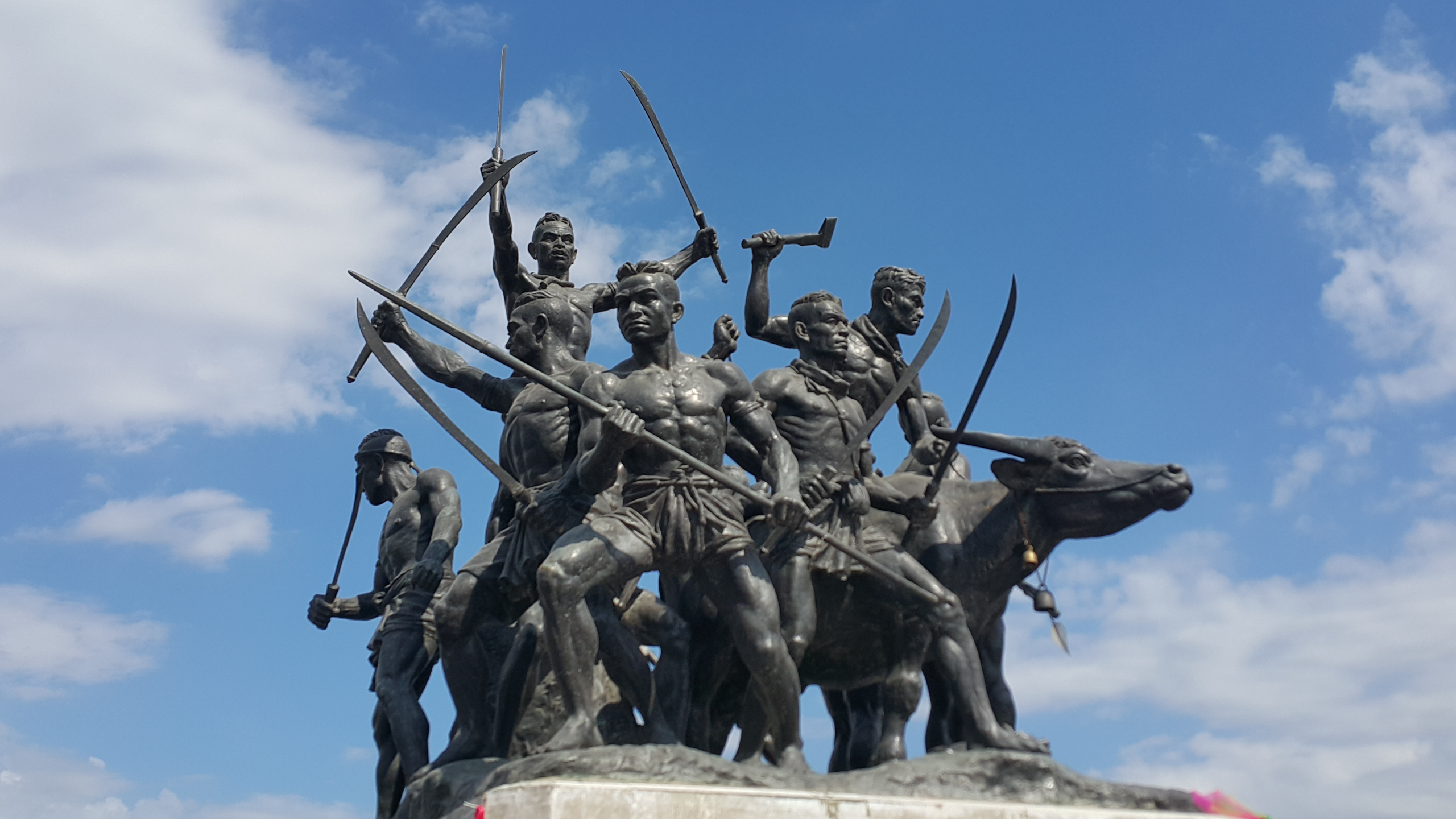
Monument de onze dirigeants de Khai Bangrachan

## Subdivisions

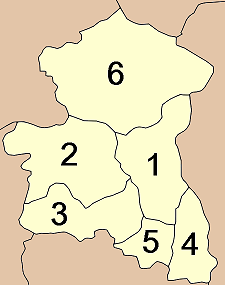
Carte des amphoe de la province de Singburi.

Singburi est subdivisée en 6 districts (amphoe) : Ces districts sont eux-mêmes subdivisés en 43 sous-districts (tambon) et 363 villages (muban).